# Dilling Station
Dilling Station (Dilling stasjon) er en tidligere jernbanestation på Østfoldbanen, der ligger i Dilling i Rygge kommune i Norge. Stationen ligger 27,0 meter over havet, 65,3 km fra Oslo S. Stationsbygningen er tegnet af Peter Andreas Blix.
Stationen åbnede sammen med Østfoldbanen 2. januar 1879. Den blev fjernstyret 17. december 1973 og gjort ubemandet 1. januar 1975. Betjeningen med persontog ophørte 29. maj 1983.
Det meste af stationen blev fredet sammen med et mejeri og en mølle i 2018, da bygningsmiljøet er godt bevaret og udgør et samlet landbrugshistorisk miljø fra slutningen af 1800-tallet. Til de fredede bygninger kører stationsbygningen, der blev opført i 1879 efter tegninger af Peter Andreas Blix. Den er en træbygning i schweizerstil med halvanden etage og sadeltag. Det enetages pakhus i træ med sadeltag blev opført samme år og med samme arkitekt. Det toetages mejeri i tegl med sadeltag blev opført i 1880 og fungerede som andelsmejeri til 1938. Den treetages Rygge mølle i tegl med sadeltag blev opført i 1919 og var i brug til 1960'erne.